# بيتر غلدريج
بيتر غلدريج (بالإنجليزية: Peter Goldreich)‏ مواليد 14 يوليو 1939، وهو عالم فيزياء أمريكي.

## حياته
حصل غلدريج على بكالوريوس العلوم في الفيزياء من جامعة كورنيل في عام 1960، ثم على دكتوراة من نفس الجامعة عام 1963 تحت إشراف توماس كولد. ومن ثم التحق بجامعة كامبردج كباحث ما بعد الدكتوراة في فريق فريد هويل. وبعد ذلك، أستاذا مشاركا في علم الكواكب وعلم الفلك في جامعة كاليفورنيا عام 1966، ثم أستاذا في عام 1969 ثم أصبح أستاذا في لي آلوين دوبريج للفيزياء الفلكية وعلم الكواكب بشكل دائم في معهد كاليفورنيا للتكنولوجيا (أستاذ فخري منذ عام 2003). و في عام 2003، أصبح أستاذا في معهد الدراسات العليا وله ينسب كويكب غلدريج 3805.

## جوائز
- عضو الأكاديمية الوطنية للعلوم في عام 1972.[12][10]
- عضو من أعضاء الأكاديمية الأمريكية للفنون والعلوم في عام 1973.[10]
- جائزة هنري نوريس راسل من الجمعية الفلكية الأمريكية في 1979.[12][10]
- ميدالية تشابمان من الفلكية الملكية عام 1985.[10]
- ميدالية بروير من الجمعية الفلكية الأمريكية في عام 1986.[10]
- محاضرة أموس من شاليت معهد وايزمان للعلوم في عام 1986.[10]
- محاضرة توماس جولد من جامعة كورنيل في عام 1987.[10]
- جائزة جيرارد كايبر في شعبة علم الكواكب من الجمعية الفلكية الأمريكية في عام 1992.[13]
- الميدالية الذهبية من الجمعية الفلكية الملكية في عام 1993.[12][14][10]
- قلادة العلوم الوطنية الأمريكية عام 1995.[10]
- الميدالية العظمى من الأكاديمية الفرنسية للعلوم في عام 2006.
- جائزة شو في علم الفلك سنة 2007.

## وصلات خارجية
- Goldreich's website at the Institute for Advanced Study
- Scholarly Publications by Peter Goldreich